# موزه هدایای ریاست‌جمهوری خاتمی
موزه هدایای ریاست جمهوری محمد خاتمی که در ۳ خرداد ۱۳۸۴ گشایش یافت، برای جمع‌آوری هدیه‌های رسمی و غیررسمی که در دوره ریاست جمهوری سید محمد خاتمی تقدیم شده است در نظر گرفته شده است. برای سایر دوره‌های ریاست جمهوری در ایران نیز موزه‌های جداگانه‌ای وجود دارد. این هدایا شامل اشیای ملی و اسناد روابط سیاسی ایران است که اسناد ملی محسوب می‌شوند و تحت نظر سازمان اسناد و کتابخانه ملی ایران است.
مکان قرارگیری این موزه مجموعه تاریخی سعدآباد تصویب شده است اما با تغییر دولت و تغییر مدیر سازمان میراث فرهنگی و گردشگری، برای بازدید عمومی از این موزه متوقف شد. در دوران محمود احمدی‌نژاد یازده هدیه نفیس متعلق به خاتمی از این مکان به سرقت رفت و پرونده آن بی‌نتیجه در پلیس به بایگانی سپرده شد. محمود احمدی‌نژاد نیز هدایای خود را در همین مکان نگهداری می‌کرد ولی پس از پایان دوره خود، همه آن‌ها را به یکباره به مکان نامعلومی برد.

## بنای موزه
ساختمانی که در مجموعه تاریخی سعدآباد در نظر گرفته شده از سال ۱۳۸۱ توسط نهاد ریاست جمهوری مورد مرمت و ترمیم قرار گرفته بود. این بنا که در دهه ۱۳۱۰ خورشیدی ساخته شده است، تقریباً ۲۵۰۰ متر مربع زیر بنا (در سه طبقه و یک زیرزمین) دارد. این بنا ابتدا برای سکونت فرزند رضا شاه با دختر ملک فاروق (پادشاه مصر) ساخته شد، پس از انقلاب ۱۳۵۷ به سازمان محیط زیست ایران با کاربری موزه تاریخ طبیعی تعلق گرفت، در کنفرانس سران کشورهای اسلامی برای اسکان همراهان سران کشورها تخصیص داده شد، و در دوره دوم ریاست جمهوری خاتمی برای موزه هدایا آماده شد.
در سال ۱۳۸۴ با مصوبه هیئت دولت وقت، بهره‌برداری از این بنا (با کاربری فرهنگی - یادمان ریاست جمهوری) به سازمان اسناد و کتابخانه ملی ایران واگذار شد.

## هدیه‌ها
این موزه حدود ۲۰۰۰ اثر در خود جای داده است که شامل قلب شیشه‌ای اهدایی ژیسکار دستن رئیس‌جمهور فرانسه، قطعه‌ای از پرده کعبه اهدایی ولیعهد عربستان، انگشتر عقیق شهید حق‌جو، اهدایی فاطمه حق‌جو فرزند وی، و آثار اهدایی یاسر عرفات، پاپ ژان پل دوم، کوفی عنان دبیرکل سازمان ملل می‌شود. در بخشی از موزه نیز هدیه‌هایی که به اسلاف سید محمد خاتمی اهدا شده است، قرار دارد.

## دفتر یادبود
حجت‌الاسلام والمسلمین سید محمد خاتمی، رئیس‌جمهور وقت ایران در سال ۱۳۸۱ پس از بازدید از موزه در افتتاح آن در دفتر یادبود موزه نوشت: «موزه را سندی از گذشته می‌دانند ولی باید آن را شاهدی بر امروز و دلیلی برای فردا دانست. موزه عبرت آموز است از آن جهت که گذر زندگی و ناپایداری عمر طبیعی و عمر خدمت یا خیانت افراد را نشان می‌دهد.»
محمد خاتمی در ادامه نوشت: «انسانها درگذرند ولی آن اندیشه و سیاست پیروز است که درخشان در درخشندگی زندگی پسینیان مؤثر باشد.» او با قدردانی از دست‌اندرکاران این موزه نوشت: «آنچه در این موزه جمع آمده است به احترام ملت بزرگوار ایران در سایه اعتمادی که به من شد به من اهدا شده است؛ بنابراین متعلق به مردم ایران است. در زندگی اگر سرمایه‌ای دارم عشق به این مردم و عزم خدمت به او بوده است. نمی‌دانم دراین عزم تا چه حد موفق بوده‌ام.»